# Ойотунг
Ойотунг (якут. ) — опустевшее село в Аллаиховском улусе Якутии. Находится на межселенной территории. Бывший центр Ойотунгского национального (кочевого) наслега.

## География
Посёлок находится в заполярной зоне, на реке Индигирка. Расположен в 30 км к юго-западу от улусного центра Чокурдах.

## История
Жителей селения с 1970-х переселяли в п. Оленегорск

## Население
| 2002 | 2010 | 2012 | 2013 | 2014 | 2015 | 2016 |
| ---- | ---- | ---- | ---- | ---- | ---- | ---- |
| 0    | →0   | →0   | →0   | →0   | →0   | →0   |
| 2017 | 2018 | 2019 | 2020 | 2021 |      |      |
| →0   | →0   | →0   | →0   | →0   |      |      |

Национальный состав
Эвены

## Инфраструктура
Действовала восьмилетняя школа.
Оленеводство.

## Ссылка
- sakha.gov.ru — официальный сайт информационного портала Республики Саха (Якутия)
- Ойотунг Архивная копия от 12 декабря 2008 на Wayback Machine на Викимапии